# I-168 (tàu ngầm Nhật)
I-68, sau đổi tên thành I-168, là một tàu ngầm tuần dương  Lớp Kaidai thuộc phân lớp Kaidai VIa nhập biên chế cùng Hải quân Đế quốc Nhật Bản vào năm 1934. Nó đã phục vụ trong suốt Chiến tranh Thế giới thứ hai, từng hỗ trợ cho cuộc tấn công Trân Châu Cảng, tham gia Trận Midway, chiến dịch Guadalcanal và chiến dịch quần đảo Aleut trước khi bị tàu ngầm USS Scamp đánh chìm trong biển Bismarck vào ngày 27 tháng 7, 1943. Thành tích đáng kể nhất của I-168 là trong trận Midway, khi dưới quyền chỉ huy của Hạm trưởng, Thiếu tá Hải quân Yahachi Tanabe, nó đã đánh chìm hai tàu chiến Hoa Kỳ duy nhất bị mất trong trận này: tàu sân bay USS Yorktown và tàu khu trục USS Hammann.

## Thiết kế và chế tạo

### Thiết kế
Phân lớp tàu ngầm Kaidai VIa là phiên bản được cải tiến từ phân lớp Kaidai V với tốc độ đi nổi nhanh hơn và lặn sâu hơn. Chúng có trọng lượng choán nước 1.814 tấn (1.785 tấn Anh) khi nổi và 2.479 tấn (2.440 tấn Anh) khi lặn, lườn tàu có chiều dài 104,7 m (343 ft 6 in), mạn tàu rộng 8,2 m (26 ft 11 in) và mớn nước sâu 4,57 m (15 ft 0 in). Con tàu có thể lặn sâu 75 m (246 ft) và có một thủy thủ đoàn đầy đủ bao gồm 68 sĩ quan và thủy thủ.
Chiếc tàu ngầm trang bị hai động cơ diesel Kampon Mk.1A Model 8 hai thì công suất 4.500 mã lực phanh (3.356 kW), mỗi chiếc vận hành một trục chân vịt. Khi lặn, mỗi trục được vận hành bởi một động cơ điện 900 mã lực (671 kW). Con tàu có thể đạt tốc độ tối đa 23 hải lý trên giờ (43 km/h; 26 mph) khi nổi và 8 hải lý trên giờ (15 km/h; 9,2 mph) khi lặn. Khi Kaidai VIa di chuyển trên mặt nước nó đạt tầm xa hoạt động 14.000 hải lý (26.000 km; 16.000 mi) ở tốc độ 10 hải lý trên giờ (19 km/h; 12 mph), và có thể lặn xa 65 nmi (120 km; 75 mi) ở tốc độ 3 hải lý trên giờ (5,6 km/h; 3,5 mph).
Lớp Kaidai VIa có sáu ống phóng ngư lôi 53,3 cm (21,0 in), gồm bốn ống trước mũi và hai ống phía đuôi, và mang tổng cộng 14 ngư lôi. Vũ khi trên boong tàu bao gồm hải pháo 10 cm (3,9 in)/50 caliber lưỡng dụng (chống hạm và phòng không), cùng một súng máy 13,2 mm (0,52 in) phòng không.

### Chế tạo
Trong khuôn khổ Chương trình Vũ trang Hải quân Bổ sung thứ nhất năm 1931, I-68 được đặt lườn tại Xưởng vũ khí Hải quân Kure ở Kure, Hiroshima vào ngày 18 tháng 6, 1931 và được hạ thủy vào ngày 26 tháng 6, 1933. Nó hoàn tất và nhập biên chế vào ngày 31 tháng 7, 1934.

## Lịch sử hoạt động

### 1934 – 1940
Vào ngày nhập biên chế, I-68 được điều về Quân khu Hải quân Kure. Khi Đội tàu ngầm 12, vốn được giải thể vào năm 1929, được tái lập vào ngày 8 tháng 10, 1934 và được phối thuộc cùng Quân khu Hải quân Kure, I-68 cùng với tàu chị em I-69 được điều gia nhập đơn vị này.
Đội tàu ngầm 12 được điều động sang Hải đội Tàu ngầm 2 trực thuộc Đệ Nhị hạm đội, thuộc thành phần Hạm đội Liên hợp vào ngày 15 tháng 11, 1935. Vào ngày 13 tháng 4, 1936, cùng các tàu ngầm cùng Đội tàu ngầm 12: I-69 và I-70, I-68 khởi hành từ Fukuoka cho chuyến đi huấn luyện ngoài khơi Trung Quốc tại khu vực Thanh Đảo; và sau khi kết thúc đội đã quay trở về Sasebo vào ngày 22 tháng 4, 1936.
Ba chiếc tàu ngầm lại khởi hành từ Makō (nay là Mã Công) thuộc quần đảo Bành Hồ vào ngày 4 tháng 8, 1936 cho một chuyến đi huấn luyện ngoài khơi Hạ Môn, Trung Quốc, và quay trở về Makō vào ngày 6 tháng 9, 1936. Đội tàu ngầm 12 sau đó được đưa về Hạm đội dự bị 3 tại Quân khu Hải quân Kure vào ngày 15 tháng 12, 1938, rồi phối thuộc trực tiếp cùng Quân khu Hải quân Kure từ ngày 1 tháng 5, 1939.
Đội tàu ngầm 12 được điều động sang Hải đội Tàu ngầm 3 trực thuộc Đệ Nhị hạm đội vào ngày 15 tháng 11, 1939. I-68 khởi hành từ Okinawa vào ngày 27 tháng 3, 1940 để cùng I-69, I-70, và các tàu ngầm I-73 I-74 và I-75 tham gia chuyến đi huấn luyện tại vùng biển phía Nam Trung Quốc; và sau khi hoàn tất sáu chiếc tàu ngầm đã đi đến Takao (nay là Cao Hùng), Đài Loan vào ngày 2 tháng 4, 1940.
Vào ngày 11 tháng 10, 1940, I-68 cùng với 97 tàu chiến khác và 527 máy bay hải quân Nhật Bản tập trung tại vịnh Yokohama để tham gia cuộc duyệt binh hạm đội lớn nhất trong lịch sử Nhật Bản, nhân kỷ niệm 2.600 năm đăng quang của Thiên hoàng Jimmu. I-68 được cho xuất biên chế vào ngày 19 tháng 10, 1940 và đưa về thành phần dự bị. Trong giai đoạn này Hải đội Tàu ngầm 3 được điều động sang Đệ Lục hạm đội vào ngày 15 tháng 11, 1940, rồi I-68 quay trở lại phục vụ từ ngày 25 tháng 7, 1941.

### 1941
Đến đầu tháng 11, Hải đội Tàu ngầm 3 được phân về Lực lượng Viễn Chinh Tiền Phương của Đệ Lục hạm đội, và vào ngày 11 tháng 11, bên trên soái hạm Katori, Phó đô đốc Shimizu Mitsumi, Tư lệnh Đệ Lục hạm đội, công bố Kế hoạch Z, là kế hoạch tấn công căn cứ Trân Châu Cảng của Hải quân Hoa Kỳ, mở màn cho cuộc xung đột tại Thái Bình Dương. Khi lực lượng Hải quân Nhật Bản bắt đầu được huy động cho chiến dịch, I-68 khởi hành từ vịnh Saeki tại bờ biển Kyūshū vào ngày 11 tháng 11, cùng với các tàu ngầm I-69, I-70, I-71, I-72 và I-73 hướng sang Kwajalein thuộc quần đảo Marshall, đến nơi vào ngày 20 tháng 11.

#### Chuyến tuần tra thứ nhất - Tấn công Trân Châu Cảng
Chiếc tàu ngầm lại khởi hành từ Kwajalein ba ngày sau đó cho chuyến tuần tra đầu tiên, hướng sang khu vực quần đảo Hawaii. Lúc đang trên đường đi, vào ngày 2 tháng 12, nó nhận được thông điệp từ Hạm đội Liên hợp: "Leo núi Niitaka 1208" (tiếng Nhật: Niitakayama nobore 1208), là mật lệnh cho biết chiến sự với Khối Đồng Minh sẽ bắt đầu vào ngày 8 tháng 12 (theo giờ Nhật Bản, tức ngày 7 tháng 12 tại Hawaii bên kia đường đổi ngày).
Vào đúng ngày 7 tháng 12, I-68 cùng các tàu ngầm khác thuộc Hải đội Tàu ngầm 3 được bố trí ở khoảng cách 25–50 nmi (46–93 km) về phía Nam Oahu, sẵn sàng tấn công mọi tàu bè tìm cách thoát khỏi Trân Châu Cảng. Sang ngày hôm sau, I-68 cùng I-69 được lệnh thường trực ngoài khơi Trân Châu Cảng để ứng cứu các tàu ngầm bỏ túi tham gia cuộc tấn công. Tuy nhiên không có chiếc tàu ngầm bỏ túi nào quay về, và I-68 quay trở lại khu vực tuần tra. Từ ngày 13 tháng 12 và trong nhiều ngày tiếp theo, nó chịu đựng tổng cộng 21 đợt tấn công bằng mìn sâu, và đợt cuối cùng đã gây hư hại cho dàn ắc-quy và ngập nước phòng ngư lôi phía đuôi. Hạm trưởng I-68, Thiếu tá Hải quân Nakamura Otoji, quyết định kết thúc chuyến tuần tra để quay trở về Kwajalein, đến nơi vào ngày 28 tháng 12. Sau khi được sửa chữa tạm thời, chiếc tàu ngầm rời Kwajalein vào ngày 31 tháng 12 để quay trở về Nhật Bản.

### 1942
Về đến Kure vào ngày 9 tháng 1, 1942, I-68 được sửa chữa. Trong giai đoạn này Thiếu tá Hải quân Yahachi Tanabe tiếp nhận vai trò hạm trưởng chiếc tàu ngầm vào ngày 31 tháng 1; rồi con tàu được đổi tên thành I-168 vào ngày 20 tháng 5.

#### Chuyến tuần tra thứ hai - Trận Midway
I-168 được điều về Lực lượng Viễn chinh Tiền phương, bao gồm 13 tàu ngầm hỗ trợ cho Chiến dịch MI, là kế hoạch xâm chiếm đảo Midway. Sau khi việc sửa chữa hoàn toàn tất, chiếc tàu ngầm khởi hành từ Kure vào ngày 23 tháng 5, hướng đến đảo san hô Kure ở vị trí 48 nmi (89 km) về phía Tây Bắc Midway, nơi nó trinh sát vào ngày 31 tháng 5. Vào ngày 1 hoặc 2 tháng 6, nó đi đến ngoài khơi bờ biển Tây Bắc Midway, dành ra trọn ba ngày tiếp theo trinh sát mục tiêu qua kính tiềm vọng vào ban ngày, và với ống nhòm trên mặt nước từ khoảng cách 5 nmi (9,3 km) vào ban đêm. Nó báo cáo "nhiều hoạt động bất thường của máy bay tuần tra", một dấu hiệu chứng tỏ đối phương đã được báo động về cuộc tấn công sắp diễn ra. Chiếc tàu ngầm cũng di chuyển chung quanh Midway trong các ngày 3 và 4 tháng 6 để gửi các báo cáo trinh sát thời tiết.
Được bố trí nhằm đối phó với cuộc tấn công Midway của Hạm đội Nhật Bản, ba tàu sân bay Hoa Kỳ USS Yorktown, USS Enterprise và USS Hornet đã vượt qua vành đai tuần tra của tàu ngầm Nhật Bản, trước khi các tàu ngầm thuộc Lực lượng Viễn chinh Tiền phương đi đến khu vực chỉ định. Vì vậy toàn bộ tàu ngầm của Hải đội Tàu ngầm 5, ngoại trừ I-168 tại vùng phụ cận Midway, đã không thể phát hiện tàu chiến đối phương trước khi Trận Midway diễn ra vào ngày 4 tháng 6. Máy bay từ các tàu sân bay Akagi, Kaga, Hiryū và Sōryū đã không kích Midway, và I-168 đã chứng kiến cuộc tấn công này từ vị trí tuần tra ngoài khơi hòn đảo.  Trong buổi sáng hôm đó, máy bay từ tàu sân bay Hoa Kỳ đã gây hư hại nặng cho Akagi, Kaga và Sōryū, nhưng Hiryū thoát được và phản công, khiến Yorktown cũng bị hư hại. Sau cùng Hiryū cũng bị đánh trúng và bốc cháy vào xế chiều ngày hôm đó.
Tổng tư lệnh Hạm đội Liên hợp, Đô đốc Yamamoto Isoroku, ra lệnh cho I-168 bắn phá sân bay trên đảo Eastern tại Midway cho đến khi các tàu tuần dương hạng nặng Kumano, Suzuya, Mikuma và Mogami đi đến thay phiên cho nó lúc 01 giờ 00 ngày 5 tháng 6, và sau đó ở lại ngoài khơi đảo Eastern để trinh sát và báo cáo hoạt động của đối phương sau đợt bắn phá. Nó trồi lên mặt nước cách mũi cực Đông đảo Eastern 4.500 yd (4.100 m) lúc khoảng 21 giờ 54 phút ngày 4 tháng 6, rồi tiến sang đảo Sand, và đến 04 giờ 24 phút ngày 5 tháng 6 đã nổ súng từ vị trí 1.100 yd (1.000 m) về phía Tây Nam Midway. Nó bắn được sáu quả đạn pháo 100 milimét (3,9 in) mà không gây thiệt hại gì cho lực lượng đồn trú Midway, trước khi hỏa lực phản pháo buộc nó phải lặn xuống né tránh. Kế hoạch bắn phá từ các tàu tuần dương Nhật Bản sau đó bị hủy bỏ.
Đến sang ngày 5 tháng 6, một thủy phi cơ trinh sát xuất phát từ tàu tuần dương hạng nặng Chikuma phát hiện Yorktown bị bỏ lại đang trôi nổi tại vùng biển cách 150 nmi (280 km) về phía Đông Bắc Midway. Một thủy phi cơ PBY Catalina đã tấn công I-168 lúc đó đang đi trên mặt nước, buộc chiếc tàu ngầm phải lặn xuống ẩn nấp; nó nhận được lệnh tìm kiếm và đánh chìm Yorktown sau khi nổi trở lên mặt biển. Tuy nhiên có nguồn khác cho rằng chiếc tàu ngầm đang trên đường tìm kiếm Yorktown khi nó bị chiếc Catalina tấn công. Dù sao, I-168 đã tránh được lượt không kích mà không bị hư hại, và tiếp tục hướng đến tọa độ mà Yorktown bị phát hiện gần nhất.

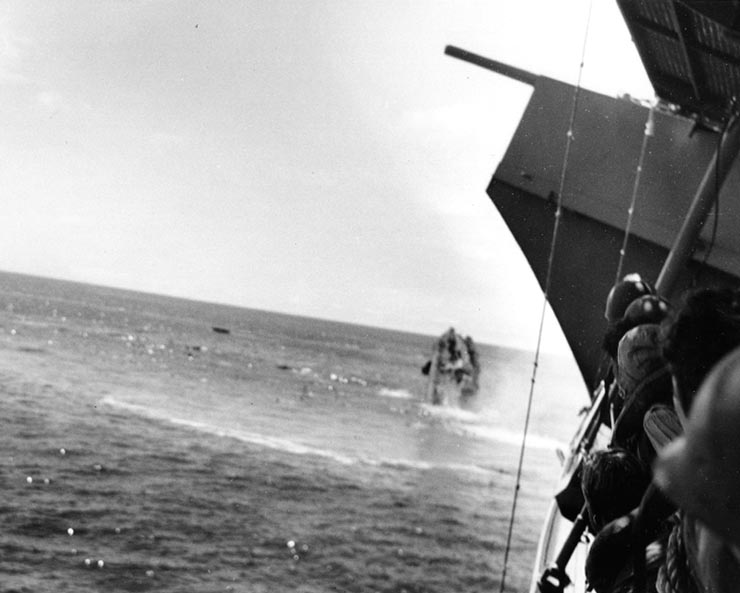
Thủy thủ trên tàu sân bay quan sát tàu khu trục đang đắm. Cả hai đều bị I-168 đánh chìm.

Trinh sát viên trên I-168 phát hiện Yorktown ở khoảng cách 12 nmi (22 km) lúc 04 giờ 10 phút ngày 6 tháng 6. Nó tiếp cận với tốc độ 6 hải lý trên giờ (11 km/h) để rút ngắn khoảng cách, và đến 05 giờ 30 đã trông thấy tàu khu trục USS Hammann (DD-412) đang cặp bên mạn phải của Yorktown để trợ giúp vào việc dập lửa và cứu hộ, trong khi Yorktown được kéo bởi tàu kéo hạm đội USS Vireo. I-168 cũng phát hiện các tàu khu trục khác ở khoảng cách 1 nmi (1,9 km), nên lặn xuống và giảm tốc độ còn 3 kn (5,6 km/h) để vượt qua hàng rào bảo vệ và tiếp cận Yorktown. I-168 tiếp cận quá gần Yorktown nên phải vòng qua mạn phải để nới rộng khoảng cách, rồi phóng một loạt bốn quả ngư lôi lúc 13 giờ 30 phút từ khoảng cách 1.200 yd (1.100 m). Quả thứ nhất đánh trúng Hammann, khiến chiếc tàu khu trục đắm chỉ sau bốn phút, và 81 thành viên thủy thủ đoàn tử trận, một số lớn do những quả mìn sâu của chính nó bị kích nổ dưới nước. Quả thứ hai và thứ ba đánh trúng Yorktown bên mạn phải ngay bên dưới cầu tàu lúc 13 giờ 32 phút, quả thứ tư đi trượt phía đuôi tàu.
Sau khi quan sát kết quả lượt tấn công, I-168 lặn xuống độ sâu 200 ft (61 m) và giảm tốc độ còn 3 kn (5,6 km/h), ẩn nấp ngay bên dưới Yorktown. Các tàu khu trục Hoa Kỳ bắt đầu phản công lúc 13 giờ 36 phút, khi một chiếc đi ngay bên trên chiếc tàu ngầm và thả hai quả mìn sâu. Các tàu khu trục USS Gwin (DD-433), USS Hughes (DD-410) và USS Monaghan (DD-354) đã thả tổng cộng khoảng 60 quả mìn sâu tấn công, khiến I-168 bị hư hại lúc 15 giờ 30 phút. Một quả mìn sâu nổ gần mũi tàu gây hư hại cả hai nắp bên ngoài và bên trong của ống phóng ngư lôi số 1, làm ngập nước phòng ngư lôi phía trước và phòng vận hành, gây hư hại cho phòng đạn pháo phía trước, khiến con tàu trồi lên độ sâu 60 ft (18 m). Ắc-quy của I-168 bị hư hại nghiêm trọng đến mức thủy thủ phải đeo mặt nạ chống hơi độc bởi nguy cơ ngộ độc khí Chlorine, và mọi người rảnh rỗi phải chuyển các bao gạo từ phòng chứa phía trước tàu đến đuôi tàu nhằm lấy lại lại cân bằng cho con tàu, vì khoang mũi tàu bị ngập nước.
Khi điện ắc-quy hầu như cạn kiệt, I-168 trồi lên mặt nước lúc 16 giờ 40 phút, một giờ trước khi mặt trời lặn, với ý định sẽ chiến đấu trên mặt biển nếu cần. Nó phát hiện Gwin, Hughes và Monaghan đang ở khoảng cách 5 nmi (9,3 km) nhưng không trông thấy chiếc tàu ngầm; vì vậy nó di chuyển về hướng Tây với tốc độ 4 kn (7,4 km/h), là tốc độ tốt nhất để nới rộng khoảng cách và nạp điện lại ắc-quy cũng như thông gió các khoang bên trong tàu. I-168 gửi một báo cáo về Hạm đội Liên hợp cho biết đã đánh chìm Yorktown. Theo một nguồn, hai tàu khu trục Hoa Kỳ đã phát hiện I-168 ở khoảng cách 11.000 yd (10 km), và đã tấn công nó từ khoảng cách 6.500 yd (5,9 km) trong khoảng 30 phút; một nguồn khác cho rằng một tàu khu trục duy nhất đã đối đầu với nó ở khoảng cách 5.470 yd (5,00 km). Sau khi sửa chữa khẩn cấp một động cơ điện, I-168 lặn xuống né tránh các tàu đối phương đang tiếp cận. Nó trở lên mặt nước lúc 20 giờ 00, sau khi chịu đựng 40 quả mìn sâu trong suốt trận chiến kéo dài 13 giờ.
Sau khi sửa chữa tạm thời, I-168 cố lếch trở về căn cứ, sử dụng chỉ hai động cơ trong suốt hành trình kéo dài 12 ngày. Hầu như cạn nhiên liệu, nó về đến Yokosuka vào ngày 19 tháng 6. Sau khi được tiếp nhiên liệu, nó tiếp tục đi đến Kure, đến nơi cùng ngày hôm đó, nơi chiếc tàu ngầm được tiếp đón nồng nhiệt. Nó chuyển từ Kure đến Sasebo vào ngày 25 hoặc 26 tháng 6, và bắt đầu được sửa chữa.
Báo cáo của I-168 đã đánh chìm Yorktown vào ngày 6 tháng 6 là hơi sớm, vì chiếc tàu sân bay chỉ lật úp và đắm vào sáng ngày 7 tháng 6 tại vùng nước sâu 16.650 foot (5.075 m). I-168 trở thành một trong hai tàu ngầm Nhật Bản duy nhất bắt gặp đối phương, và là chiếc duy nhất gây tổn thất cho đối phương. I-168 đánh chìm cả hai tàu chiến Hoa Kỳ duy nhất bị mất trong trong trận này, và cho tới lúc đó Yorktown là tàu chiến lớn nhất từng bị tàu ngầm đánh chìm tại mặt trận Thái Bình Dương trong Thế Chiến II.

#### Chiến dịch Guadalcanal
Sau khi hoàn tất việc sửa chữa, I-168 khởi hành từ Sasebo vào ngày 31 tháng 8 để đi đến căn cứ Truk tại quần đảo Caroline để hỗ trợ cho Chiến dịch Guadalcanal. Sau hai tháng hoạt động tại khu vực quần đảo Solomon, nó quay trở về Kure vào ngày 18 tháng 11, và vào ụ tàu để sửa chữa. Hoàn tất việc sửa chữa, chiếc tàu ngầm lên đường từ Kure vào ngày 15 tháng 12 để quay trở lại chiến trường, đi đến Truk vào ngày 22 tháng 12. Nó chuyển đến nơi neo đậu tại quần đảo Shortland, tiếp nhận 15 tấn hàng hóa để tiếp liệu cho lực lượng Nhật Bản đồn trú tại Guadalcanal. Đi đến nơi vào ngày 1 tháng 1, 1943, nó chỉ chất dỡ được 60% số hàng hóa khi hai tàu tuần tra Đồng Minh xuất hiện, buộc con tàu phải rút lui trở lại Shortland. Nó dừng tại Shortland qua đêm 3-4 tháng 1, rồi ghé đến Truk trong các ngày 7 và 8 tháng 1 trước khi tiếp tục hành trình quay về Nhật Bản, đi đến Kure vào ngày 14 tháng 1, nơi con tàu được sửa chữa.

### 1943

#### Chiến dịch quần đảo Aleut
Trong khi vẫn đang được sửa chữa tại Kure, I-168 được điều động về Lực lượng Quân khu Bắc để hỗ trợ cho lực lượng Nhật Bản trú đóng trên các đảo Attu và Kiska thuộc quần đảo Aleut, trong khuôn khổ Chiến dịch quần đảo Aleut. Nó khởi hành từ Kure vào ngày 22 tháng 2, 1943, ghé đến Yokosuka từ ngày 25 tháng 2 đến ngày 5 tháng 3, rồi tiếp tục hướng đến Paramushiro ở phía Bắc quần đảo Kuril, đến nơi vào ngày 10 tháng 3.
I-168 khởi hành từ Paramushiro vào ngày 13 tháng 3 cho chuyến đi tiếp liệu đầu tiên sang quần đảo Aleut, vận chuyển đạn dược đến Attu và Kiska. Nó đi đến vịnh Holtz ở bờ biển Đông Bắc đảo Attu vào ngày 15 tháng 3, chất dỡ hàng hóa, rồi tiếp tục hành trình đi sang đảo Kiska. Nó đang đi trên mặt nước ngoài khơi lối ra vào vịnh Holtz lúc 17 giờ 27 phút, khi tàu ngầm Hoa Kỳ USS S-32, nhận định nhầm nó là một tàu ngầm lớp Junsen 1, phóng ba quả ngư lôi tấn công tại tọa độ 52°54′B 173°13′Đ / 52,9°B 173,217°Đ. S-32 nghe thấy một tiếng nổ, và tiếng chân vịt tàu ngầm đối phương ngừng quay, nhưng thực ra cả ba quả ngư lôi đều trượt mục tiêu. S-32 tiếp tục theo dõi I-168 cho đến khi mất dấu mục tiêu lúc 17 giờ 36 phút.
Đi đến Kiska vào ngày 17 tháng 3, I-168 chất dỡ hết số hàng hóa đạn dược còn lại cùng 6 tấn lương thực, rồi trở ra khơi để tiếp tục tuần tra tại khu vực phía Nam Amchitka. Nó không bắt gặp mục tiêu nào, và quay trở lại Kiska vào ngày 1 tháng 4. Nó đón lên tàu những người bệnh từ lực lượng đồn trú ở Kiska cùng nhân sự mặt đất của Liên đội Không lực Hải quân 452 để đưa họ về Paramushiro, đến nơi vào ngày 4 tháng 4. Con tàu lại khởi hành từ Paramushiro vào ngày 10 tháng 4, tiếp tục vận chuyển đạn dược đến Attu và Kiska. Nó đi đến Attu vào ngày 12 tháng 4 để chất dỡ hàng hóa trước khi trở ra khơi, rồi ghé lại Attu từ ngày 14 đến ngày 16 tháng 4 để đón lên tàu nhiều nhiều sĩ quan tham mưu, và tiếp tục hành trình đi Kiska, đến nơi vào ngày 19 tháng 4. Chất dỡ xong hàng hóa, nó lên đường quay trở về Nhật Bản, về đến Yokosuka vào ngày 9 tháng 5. I-168 được điều trở lại Hải đội Tàu ngầm 3 cùng vào ngày này.

#### Bị mất
Sau khi được sửa chữa tại Yokosuka, I-168 khởi hành từ Kure vào ngày 12 tháng 7, ghé đến Truk từ ngày 22 đến ngày 25 tháng 7,  trước khi tiếp tục hành trình đi đến căn cứ Rabaul trên đảo New Britain thuộc quần đảo Bismarck. Lúc chiều tối ngày 27 tháng 7, I-168 phát hiện tàu ngầm Hoa Kỳ USS Scamp di chuyển trên mặt nước trong eo biển Steffen gần đảo New Hanover và đã phóng một quả ngư lôi tấn công Scamp. Scamp phát hiện quả ngư lôi đi đến, nên đi hết tốc độ và lặn khẩn cấp xuống đến độ sâu 220 ft (67 m). Sau khi chiếc tàu ngầm Nhật Bản băng qua ngay bên trên đầu, trồi lên độ sâu kính tiềm vọng, phát hiện I-168 đang đi trên mặt nước. Scamp phóng một loạt bốn quả ngư lôi tấn công lúc 15 giờ 12 phút, đánh chìm I-168 trong biển Bismarck cách đảo New Hanover 60 nmi (110 km), tại tọa độ 02°50′N 149°01′Đ / 2,833°N 149,017°Đ; toàn bộ 97 thành viên thủy thủ đoàn của I-168 đều tử trận.
Đến ngày 10 tháng 9, Hải quân Nhật Bản công bố I-168 bị mất với tổn thất toàn bộ thủy thủ đoàn tại khu vực phía Bắc Rabaul. Tên nó được rút khỏi đăng bạ vào ngày 15 tháng 10, 1943.